# Liste der Kulturdenkmale in Kohren-Sahlis
In der Liste der Kulturdenkmale in Kohren-Sahlis sind die Kulturdenkmale des Frohburger Ortsteils Kohren-Sahlis verzeichnet, die bis Juni 2024 vom Landesamt für Denkmalpflege Sachsen erfasst wurden (ohne archäologische Kulturdenkmale). Die Anmerkungen sind zu beachten.
Diese Aufzählung ist eine Teilmenge der Liste der Kulturdenkmale in Frohburg.

## Kohren-Sahlis
| Bild                                    | Bezeichnung | Lage                                                   | Datierung | Beschreibung | ID       |
| --------------------------------------- | --- | ------------------------------------------------------ | --- | --- | -------- |
| Weitere Bilder                          | Sachgesamtheit Königlich-Sächsische Triangulierung („Europäische Gradmessung im Königreich Sachsen“); Station 119, Sahlis | (Flurstück 122) (Karte)                                | 1875 | Triangulationssäule, Station 2. Ordnung; bedeutendes Zeugnis der Geodäsie des 19. Jahrhunderts, vermessungsgeschichtlich von Bedeutung. Die Station 2. Ordnung, Nummer 119 in Sahlis ist als Säule auf quadratischem Sockel aus Porphyrtuff gefertigt und 2,2 m hoch. Die Inschrift ist stark verwittert und nur Reste sind erkennbar „Station/SAHLIS/der/...schen/...ssung/.../chs:/rung ...“. Den Abschluss bilden der Säule nach oben bilden zwei profilierte Ringe, die Abdeckplatte fehlt. Die Säule als Bestandteil des bedeutenden Triangulationsnetzes ist von vermessungsgeschichtlicher und darüber hinaus auch von landesgeschichtlicher Bedeutung. | 08971477 |
| Direkt Bild zu diesem Denkmal hochladen | Ehemaliges Lusthaus, alter Lustgarten und Einfriedungsmauer mit Pforte sowie Tabakscheune (Einzeldenkmal der Sachgesamtheit 08971412) | Am Gärtnerrain 8 (Karte)                               | Um 1600 (Lusthaus und Schlossgarten); 4. Viertel 17. Jahrhundert (sogenannter Löserscher Garten)                                                                                               | Lusthaus baugeschichtlich interessanter Putzbau mit Walmdach, mit barocken Decken- und Wandmalereien von kunsthistorischer Bedeutung, Tabakscheune dreigeschossiger Fachwerkbau mit Lehmausfachungen und originale klassizistische Haustür um 1820, anschließendes Stallgebäude mit Fachwerkdrempel, Bruchstein-Gartenmauer mit rundbogiger Pforte, orts- und baugeschichtlich bedeutend, alter Lustgarten gartengeschichtlich und landschaftsgestaltend von Bedeutung. Lusthaus kubischer Bau mit großen halbrunden Fensteröffnungen an der Südseite (Bau nicht zugänglich), hohes Walmdach. | 08971414 |
| Direkt Bild zu diesem Denkmal hochladen | Totenberg: ehemalige Begräbnisstätte nördlich des alten Lustgartens (Einzeldenkmal der Sachgesamtheit 08971412) | Am Gärtnerrain 8 (hinter) (Karte)                      | 1689 | Einzeldenkmal der Sachgesamtheit Rittergut Sahlis; Gedächtnismal für die Familie des Gutsherrn Hans Löser II, dreifach terrassierter, aus Grabenanlage aufsteigender Hügel mit kreisrundem Plateau, ortsgeschichtlich von Bedeutung. Zirka 6 m hoch, 35 m Durchmesser, angelegt von Hans Löser II zum Gedenken an seine beiden Frauen und elf verstorbene Kinder. Ursprünglich von einer großen Bronzefigur des Saturn gekrönt. | 08971408 |
| Weitere Bilder                          | Rittergut Sahlis (Sachgesamtheit) | Am Sahliser Gut 6, 8, 9, 10 (Am Gärtnerrain 8) (Karte) | 16. Jahrhundert–1905 | Sachgesamtheit Rittergut Sahlis, mit folgenden Einzeldenkmalen: Herrenhaus (Nr. 10, ehemalige Nr. 221), nördlich anschließender ehemaliger Wirtschaftshof, ehemaliger Glockenturm und Scheunen als westliche Begrenzung des Wirtschaftshofes, Torgebäude, ehemalige Brennerei, Orangerie, später Kegelbahn, mit zwei Eckpavillons, Rokokogarten mit zwei Vasen und sechs Skulpturen, hieran westlich anschließender Steigergarten mit Gartenhaus und zum Dorf führende Kastanienallee mit begrenzender Bruchsteinmauer (08971411) sowie ehemaliges Lusthaus, alter Lustgarten und Einfriedungsmauer mit Pforte sowie Tabakscheune (Wohnhaus mit Wirtschaftsgebäude-Anbau) des Rittergutes (08971414, Am Gärtnerrain) und Totenberg nördlich des alten Lustgartens (08971408, Am Gärtnerrain) sowie der ehemaligen Brauerei (09307271, Am Sahliser Gut 9), weiterhin mit folgenden Sachgesamtheitsteilen: Nebengebäude (Nr. 6, ehemalige Peniger Straße 220), weitere Wirtschaftsgebäude östlich des Herrenhauses und alte Hofpflasterung westlich des Herrenhauses sowie Verbindungsstück zwischen den Ziergärten mit Allee im Norden (Flurstücke 173/4 und 359/3); bedeutendsteGutsanlage im Kohrener Land, stattliches Herrenhaus, im Kern barockes Gebäude, 1858 in neogotischen Formen erneuert, bemerkenswerter Rokokogarten mit Sandsteinfiguren der vier Jahreszeiten, baugeschichtlich, ortsgeschichtlich, ortsbildprägend, kunstgeschichtlich und künstlerisch von Bedeutung. Zwei Vasen im Eingangsbereich neben der Treppe, hier zwei Statuen (männlich, vermutlich Neptun und eine weibliche Figur), im hinteren Teil vier Putten als Jahreszeitendarstellungen. Eine Vase (Eisenguss?), ursprünglich auf dem Sockel des hinteren Blumenrondells zur Restaurierung. | 08971412 |
| Direkt Bild zu diesem Denkmal hochladen | Ehemalige Brauerei des Ritterguts Sahlis, mit Einfriedung und Brunnen (Einzeldenkmale der Sachgesamtheit 08971412) | Am Sahliser Gut 9 (Karte)                              | 2. Hälfte 18. Jahrhundert | Einzeldenkmal der Sachgesamtheit Rittergut Sahlis; dreiflüglige Anlage, Nord- und Ostflügel massiv, vorwiegend Bruchsteinmauerwerk, Südflügel (Braumeisterhaus) in Fachwerk ausgeführt, später Brauereigebäude zu Stallungen umgebaut, damit Verlust der Brauereieinrichtung, Schachtbrunnen mit überwiegend aus Bruchsteinmauerwerk bestehender Auskleidung, bau- und ortsgeschichtliche Bedeutung | 09307271 |
| Weitere Bilder                          | Herrenhaus (Nr. 10, ehemalige Nr. 221), nördlich anschließender ehemaliger Wirtschaftshof, ehemaliger Glockenturm und Scheunen als westliche Begrenzung des Wirtschaftshofes, Torgebäude, ehemalige Brennerei, Orangerie, später Kegelbahn, mit zwei Eckpavillons, Rokokogarten mit zwei Vasen und sechs Skulpturen, hieran westlich anschließender Steigergarten mit Gartenhaus und zum Dorf führende Kastanienallee mit begrenzender Bruchsteinmauer (Einzeldenkmale der Sachgesamtheit 08971412) | Am Sahliser Gut 10 (Karte)                             | 1756, im Kern älter (Rittergutsbestandteil); um 1760, Putten (Gartenskulptur); 1771 (Schlossgarten); 2. Hälfte 18. Jahrhundert, Zeus und Nymphe (Gartenskulptur); 1858 (Rittergutsbestandteil) | Einzeldenkmale der Sachgesamtheit Rittergut Sahlis; Herrenhaus, im Kern barockes Gebäude, 1858 in neogotischen Formen erneuert, umfangreiche Wirtschaftsgebäude, markantes klassizistisches Torgebäude, Rokokogarten mit Heckengängen, Treppenanlagen, Wasserbecken und Blumenrondells dazu zwei Vasen und barocke Gartenskulpturen, Sandsteinfiguren der vier Jahreszeiten, ortsgeschichtlich, baugeschichtlich, gartengeschichtlich, kunstgeschichtlich, ortsbildprägend und künstlerisch von Bedeutung. Herrenhaus aus verschiedenen Bauphasen: Renaissance im Nordflügel, barocker Neubau (1756) als Südflügel, Anbau von 1905 als Westflügel, Umbau, vor allem an Parkseite 1858. Glockenturm von 1759 (Entfernung der Turmhaube 1964), Viehhof und Scheunen 1808/1809. Eingangstor zum östlichen (stark verändertem) Wirtschaftshof etwa gleichzeitig. West- und Ostflügel des Viehhofes mit Halbrundfenstern, im Ostflügel zum Hof drei originale Türen. Das ehemalige Brauhaus östlich vom Gut stark verändert, kein Denkmal, im Norden Anfang 19. Jahrhundert (alte Türen im Ostflügel), übrige Hofgebäude stark verändert. | 08971411 |
| Weitere Bilder                          | Burgruine Kohren (Sachgesamtheit) | An der Burg (Karte)                                    | 12./13. Jahrhundert | Sachgesamtheit Burgruine Kohren, mit den Einzeldenkmalen: Stützmauer und zwei Türme (08971510) sowie mit dem Sachgesamtheitsteil: ehemalige Burganlage mit Grundmauern von Ruinen; ortsbildprägende Burgruine auf langgestrecktem Bergsporn, bau-, orts- und regionalgeschichtliche Bedeutung. Lang gestreckte Anlage, Burgberg teilweise mit Stützmauern umgeben, teilweise reliefiert, von der Burgbebauung zwei romanische Bergfriede und Reste der Ringmauer erhalten, Bergfriede jeweils 10,5 m Durchmesser und mehr als 3,5 m starkes Mauerwerk in Bruchstein. | 09304491 |
| Weitere Bilder                          | Stützmauer und zwei Türme (Einzeldenkmale der Sachgesamtheit 09304491) | An der Burg (Karte)                                    | 12./13. Jahrhundert | Einzeldenkmale der Sachgesamtheit Burgruine Kohren; ortsbildprägende Burgruine auf langgestrecktem Bergsporn, geschichtliche Bedeutung. Lang gestreckte Anlage, Burgberg teilweise mit Stützmauern umgeben, teilweise reliefiert, von der Burgbebauung zwei romanische Bergfriede und Reste der Ringmauer erhalten, Bergfriede jeweils 10,5 m Durchmesser und mehr als 3,5 m starkes Mauerwerk in Bruchstein. | 08971510 |
|                                         | Wohnhaus in halboffener Bebauung | An der Burg 1 (Karte)                                  | Bezeichnet mit 1807 | Fachwerk-Ziergiebel in aufwendiger Konstruktion, geschwungene Streben mit Voluten, baugeschichtlich von Bedeutung. Zementputz am Giebel und allen Seiten, wahrscheinlich ehemaliges Burglehngut, ursprünglich kleiner Dreiseithof, übrige Gebäude verändert bzw. abgebrochen, bezeichnet im Schlussstein des Türgewändes aus Porphyrtuff. | 08971386 |
| Direkt Bild zu diesem Denkmal hochladen | Villa mit Einfriedung | An der Burg 4 (Karte)                                  | Um 1890 | Gründerzeitliche Klinkerfassade, übergiebelte Mittelrisalite mit Obelisk betont, mit eiserner Vorgarteneinfriedung, Gebäude in ortsbildprägender Lage auf dem Burgberg, baugeschichtlich von Bedeutung | 08971398 |
| Weitere Bilder                          | Mittelmühle Kohren | An der Mittelmühle 2 (Karte)                           | Bezeichnet mit 1837 | Wassermühle, später Gastwirtschaft, stattliches Gebäude mit Fachwerk-Obergeschoss, Türportal mit gerader Verdachung und originalem Türblatt aus der Erbauungszeit, bau- und ortsgeschichtlich von Bedeutung. Lang gestrecktes, zehnachsiges Gebäude mit Krüppelwalmdach, Porphyrtuffgewände. Im Schlussstein der Haustür bezeichnet mit „18 JGW 37“, um 1900 als Gastwirtschaft genutzt, 2015 leer stehend. | 08971394 |
| Direkt Bild zu diesem Denkmal hochladen | Nebengebäude gegenüber der Mittelmühle | An der Mittelmühle 4 (Karte)                           | Um 1837 | Kleines Gebäude mit Fachwerk-Obergeschoss, bau- und ortsgeschichtlich von Bedeutung. Dreiachsig, halbrunder Kellereingang, Krüppelwalmdach. | 08971395 |
|                                         | Wohnhaus in Ecklage und Hinterhaus | Baumgartenstraße 1 (Karte)                             | Um 1850 | Wohnhaus Putzbau mit Krüppelwalmdach, intakte und typische Fassadengliederung aus der Erbauungszeit, Fachwerk-Hintergebäude, baugeschichtlich von Bedeutung. Fenster und Tür mit Porphyrtuffgewände, Gurtgesims, Tür mit Dreiecksbedachung, Fenster darüber betont. | 08971391 |
| Weitere Bilder                          | Wohnhaus in offener Bebauung, heute Töpfermuseum | Baumgartenstraße 3 (Karte)                             | Bezeichnet mit 1763, im Kern älter (16. Jahrhundert?) | Fachwerk-Obergeschoss mit Ziergiebel, stattlicher Barockbau mit Krüppelwalmdach, Korbbogenportal, im Schlussstein: Töpferzeichen, bau- und ortsgeschichtlich von Bedeutung. Töpferzeichen: Blumenvase auf Töpferscheibe. Töpferstube mit Schiffskehlendecke. | 08971392 |
| Direkt Bild zu diesem Denkmal hochladen | Wohnhaus in halboffener Bebauung | Baumgartenstraße 4 (Karte)                             | Mitte 19. Jahrhundert | Mit Fachwerk-Obergeschoss, baugeschichtlich von Bedeutung, Fenster mit Porphyrtuffrahmung | 08971393 |
| Weitere Bilder                          | Wohnhaus in halboffener Bebauung, mit mehreren Anbauten (Töpferei Arnold) | Burggasse 2 (Karte)                                    | Bezeichnet mit 1824, im Kern älter | Ehemals Töpferhaus Arnold, Putzbau mit Satteldach und Segmentbogenportal mit originaler klassizistischer Tür, traufständiger Fachwerk-Anbau, bau- und ortsgeschichtlich von Bedeutung. Töpferei seit 1548 bestehend, Wohnhaus 1824 umgebaut, bezeichnet im Schlussstein des korbbogigen Porphyrtuffgewändes. | 08971389 |
| Direkt Bild zu diesem Denkmal hochladen | Wohnhaus in offener Bebauung | Friedensstraße 1 (Karte)                               | Bezeichnet mit 1846 | Einfacher Putzbau mit Krüppelwalmdach und Porphyrtuffgewände, Giebelgestaltung zum Markt, mit Nummer 116 zusammenhängendes Ensemble gleichartiger Häuser der Biedermeierzeit, baugeschichtlich von Bedeutung. Tür ursprünglich mit drei Achsen (Verdachung, Inschrift), nachträglich eingebaute Schaufenster, Halbrundfenster im Giebel. | 08971404 |
| Direkt Bild zu diesem Denkmal hochladen | Wohnhaus in offener Bebauung | Friedensstraße 4 (Karte)                               | Um 1845 | Einfacher Putzbau mit Porphyrtuffgewänden, Krüppelwalmdach und originaler Tür aus der Erbauungszeit, ungestörte biedermeierliche Kubatur und Fassadengliederung erhalten, Ensemble mit Nummer 75, baugeschichtlich von Bedeutung. Türgriffe aus Messing erhalten. | 08971403 |
| Direkt Bild zu diesem Denkmal hochladen | Wohnhaus in offener Bebauung | Friedensstraße 16 (Karte)                              | Um 1885 | Villenartiges gründerzeitliches Gebäude, straßenbildbestimmend auf erhöhtem Standort, baugeschichtlich von Bedeutung. Zweigeschossiger Putzbau, flaches Mansarddach, Mittelrisalit, Gesims, Fenster mit Konsolen, Eckquaderung, Erdgeschoss Putznutung. | 08971402 |
| Direkt Bild zu diesem Denkmal hochladen | Gasthof Sahlis, Gasthaus mit angebautem Seitengebäude und Toreinfahrt | Geschwister-Scholl-Weg 1 (Karte)                       | Bezeichnet mit 1806 | Hauptgebäude mit aufwendig gestaltetem Porphyrtuffportal und originaler Tür von 1806, straßenseitiges Gebäude massiv mit einseitigem Krüppelwalmdach, Toreinfahrt mit Porphyrtuff-Pfosten und Kugelaufsatz, bau- und ortsgeschichtlich von Bedeutung. Rückseitiges Hofgebäude wohl um 1806 (desolat), straßenseitige Fassade schlicht, einfaches Porphyrtuffgewände. Portalseite aufwendig, undörflich (zum Gutshof Sahlis gehörend?). | 09257324 |
| Direkt Bild zu diesem Denkmal hochladen | Wohnhaus in offener Bebauung, mit seitlicher Einfriedung | Karl-Marx-Straße 5 (Karte)                             | Um 1830 | Zweigeschossiger Putzbau mit Krüppelwalmdach, Porphyrtuffgewänden, Tür mit gerader Verdachung, originale eiserne Garteneinfriedung, baugeschichtlich von Bedeutung. Tür mit gerader Verdachung, profilierte Traufe, mit kleinem Fachwerkanbau, dieser wohl vor 2012 umgebaut. | 09257527 |
| Direkt Bild zu diesem Denkmal hochladen | Wohnhaus in offener Bebauung | Karl-Marx-Straße 7 (Karte)                             | Bezeichnet mit 1833 | Zweigeschossiger Putzbau mit Porphyrtuffgewänden, Tür mit gerader Verdachung, ungestörte Fassadengliederung der Biedermeierzeit, baugeschichtlich von Bedeutung. Tür mit Verdachung, kleiner Vorgarten mit originaler eiserner Einfriedung Ende 19. Jahrhundert gehört zum Nachbargrundstück Nummer 199. | 09257533 |
| Direkt Bild zu diesem Denkmal hochladen | Wohnhaus in offener Bebauung und Vorgarten mit Einfriedung | Karl-Marx-Straße 9 (Karte)                             | Bezeichnet mit 1833 | Schlichter Putzbau mit Porphyrtuffgewänden und Krüppelwalmdach, kleiner Vorgarten mit originaler eiserner Einfriedung, ungestörte Fassadengliederung der Biedermeierzeit, baugeschichtlich von Bedeutung. Tafel mit Baudatum über der Tür, originale eiserne Einfriedung Ende 19. Jahrhundert. | 09257481 |
| Direkt Bild zu diesem Denkmal hochladen | Ehemaliges Gasthaus Zu den drei Linden, mit Anbau, heute Wohnhaus | Karl-Marx-Straße 10 (Karte)                            | 18. Jahrhundert | Stattliches giebelständiges Fachwerkhaus mit jüngerem traufständigem Anbau, Haupthaus strebenreiche Fachwerkkonstruktion in Art des Thüringer-Leiter-Motivs, besonders straßenbildprägend, orts- und baugeschichtlich von Bedeutung. Im alten Bau dichtstehende Streben, geblattet. Krüppelwalmdach, Porphyrtuffgewände profiliert (Hauseingang 1934 mit Klinkerrahmung). Vorher rundbogige Öffnung, laut Aussagen des Vorbesitzers bezeichnet mit 1631. Ehemals schwarze Küche mit Tonnengewölbe, angrenzendes Speisegewölbe mit Kreuzwölbung. Anbau mit einfachem Fachwerk um 1840. | 09257710 |
| Direkt Bild zu diesem Denkmal hochladen | Wohnhaus in offener Bebauung und in Ecklage | Karl-Marx-Straße 15 (Karte)                            | Um 1835 | Zweigeschossiger Putzbau mit Porphyrtuffgewänden und Krüppelwalmdach, Tür mit gerader Verdachung, baugeschichtlich von Bedeutung. Putzbau, zweigeschossig, mit Schleppgauben, saniert. | 09257828 |
| Direkt Bild zu diesem Denkmal hochladen | Wohnhaus in offener Bebauung | Karl-Marx-Straße 27 (Karte)                            | Um 1820 | Mit Fachwerk-Obergeschoss, weitgehend original erhaltenes Gebäude, baugeschichtlich von Bedeutung | 09257040 |
|                                         | Wohnhaus in offener Bebauung | Karl-Marx-Straße 29 (Karte)                            | Bezeichnet mit 1693 | Mit vorkragendem Fachwerk-Obergeschoss, barockem Sitznischenportal und klassizistischer Tür, aufwendige Fachwerkkonstruktion (geschweifte Andreaskreuze, Kopfstreben), ehemaliges Freihaus, bau- und ortsgeschichtlich von Bedeutung. Fachwerk mit geschwungenen, gekreuzten Pfosten in den Gefachen, Mannfiguren, Rehm und Schwelle profiliert. Fenster im Erdgeschoss mit profilierten Gewänden. Sitznischenportal mit Bandelwerk und Rosetten, Muscheln über den Nischen. Bezeichnet im äußeren Bogen mit 1693, in Schlusssteinkartusche „A.L.D. 1717“. Türfüllung um 1830. | 09257717 |
| Direkt Bild zu diesem Denkmal hochladen | Wohnhaus in offener Bebauung | Kellergasse 2 (Karte)                                  | Um 1830 | Mit Fachwerk-Obergeschoss, baugeschichtlich von Bedeutung | 08971400 |
| Direkt Bild zu diesem Denkmal hochladen | Wohnhaus in offener Bebauung | Kellergasse 7 (Karte)                                  | Um 1830 | Mit Fachwerk-Obergeschoss, baugeschichtlich von Bedeutung | 08971401 |
| Direkt Bild zu diesem Denkmal hochladen | Wohnhaus in halboffener Bebauung | Kellergasse 11 (Karte)                                 | Um 1830 | Mit Fachwerk-Obergeschoss, baugeschichtlich von Bedeutung | 08971399 |
| Weitere Bilder                          | Töpferbrunnen | Kohrener Markt (Karte)                                 | 1928 | Aus farbig glasierter Keramik von Kurt Feuerriegel, Wahrzeichen der Töpferstadt Kohren, ortsgeschichtlich und künstlerisch von Bedeutung. Brunnenhaus auf oktogonalem Grundriss, unterer Teil mit Auslaufbecken und Tiermasken, darüber kleinerer Aufbau mit glasierten Terrakotta-Reliefs (Töpfer bei der Arbeit), auf dem Dach Terrakottafigur einer Töpferei. | 08971509 |
| Direkt Bild zu diesem Denkmal hochladen | Wohnhaus in offener Bebauung, mit rückwärtigem Anbau, seitlichem Torbogen und Scheune | Kohrener Markt 1 (Karte)                               | Bezeichnet mit 1748 (Wohnhaus); bezeichnet mit 1828 (Toreinfahrt); bezeichnet mit 1841 (Hinterhaus)                                                                                            | Ehemalige Töpferei, Wohnhaus mit Krüppelwalmdach, Porphyrtuffgewänden und eingemauertem Schlussstein mit Töpferzeichen vom Vorgängerbau, Fachwerkscheune, bau- und ortsgeschichtlich von Bedeutung. - Toreinfahrt: Rundbogen aus Porphyrtuff, gefast, im Schlussstein „C.E.D. No. 64/1828“, In der Hausmauer (traufständig) eingemauerter Schlussstein mit Töpferzeichen bezeichnet mit 1748, Kalkstein-Schlussstein mit Töpferscheibe darauf Blumenvase - Rückseitiges Gebäude mit Haustür bezeichnet im Sturz mit 1841 | 08971363 |
| Direkt Bild zu diesem Denkmal hochladen | Wohnhaus in offener Bebauung | Kohrener Markt 3 (Karte)                               | Um 1870 | Stattliches Gebäude mit spätklassizistischer Fassadengliederung, baugeschichtlich von Bedeutung. Zweigeschossiges Wohnhaus mit flachem Satteldach, Ochsenauge im Giebel, Fenster der Beletage mit Verdachung und Konsolen (Porphyrtuff überstrichen), profiliertes Gesims. | 08971405 |
| Direkt Bild zu diesem Denkmal hochladen | Wohnhaus in halboffener Bebauung und Vorgarten mit Einfriedung | Kohrener Markt 4 (Karte)                               | Um 1830 | Schlichter zweigeschossiger Putzbau mit Krüppelwalmdach und Porphyrtuffgewände, originale eiserne Vorgarteneinfriedung, baugeschichtlich von Bedeutung | 08971362 |
| Direkt Bild zu diesem Denkmal hochladen | Sitznischenportal an einem Wohnhaus | Kohrener Markt 5 (Karte)                               | 17. Jahrhundert | Barockes Sitznischenportal der ehemaligen Untermühle, mit Mühlenzeichen und Inschrift, ortsgeschichtlich und künstlerisch von Bedeutung. Portal an Giebelseite, Haus 1859 neu aufgebaut, bezeichnet im Türbogen, zweigeschossig, Gurtgesims, korbbogige Fenster, Gewände überstrichen (Haus kein Denkmal). Inschrift im Bogen „Jesus Christ in Lebens Thür im Aus und Eingang sey mit mir“. | 08971406 |
| Direkt Bild zu diesem Denkmal hochladen | Wohnhaus in geschlossener Bebauung | Kohrener Markt 7 (Karte)                               | Um 1850 | Ehemalige Schmiede, einfacher Putzbau mit Tordurchfahrt, Fenster und Tür mit Porphyrtuffgewände, baugeschichtlich von Bedeutung. Mit Tordurchfahrt und Freitreppe, Fenster und Tür mit Porphyrtuffgewände. | 08971359 |
| Weitere Bilder                          | Wohnhaus (heute Museum) in offener Bebauung und Ecklage, Relief über der Tür und mit Hinterhaus | Kohrener Markt 8 (Karte)                               | Um 1810 | Ehemalige Blaudruckerei, Vorderhaus schlichter Putzbau mit einseitigem Krüppelwalmdach, gerader Türverdachung und mit Tonrelief von Kurt Feuerriegel, Hofgebäude mit Fachwerk-Obergeschoss, bau- und ortsgeschichtlich von Bedeutung. Relief: Frau am Webstuhl, von Kurt Feuerriegel. Porphyrtuffgewände überstrichen. Saniert. | 08971360 |
| Direkt Bild zu diesem Denkmal hochladen | Haustür eines Wohnhauses | Kohrener Markt 9 (Karte)                               | Um 1850 | Originales Türblatt mit Kassettengliederung und aufgelegten Rosetten, handwerklich-künstlerisch von Bedeutung. Rest des Hauses durch Überputzen entstellt. | 08971358 |
| Direkt Bild zu diesem Denkmal hochladen | Wohnhaus in offener Bebauung und in Ecklage, mit seitlicher Pforte | Kohrener Markt 10 (Karte)                              | Bezeichnet mit 1818 | Zweigeschossiger Putzbau mit hohem Krüppelwalmdach, baugeschichtlich von Bedeutung | 08971377 |
| Direkt Bild zu diesem Denkmal hochladen | Wohnhaus in halboffener Bebauung | Kohrener Markt 11 (Karte)                              | Bezeichnet mit 1793, später erneuert | Ehemaliges Stadtgut, barocker Putzbau mit Mansarddach, Fassadengliederung 1903 erneuert, bau- und ortsgeschichtlich von Bedeutung. Über großem Bogen (zugesetzte Tordurchfahrt, heute Laden) Schlussstein bezeichnet mit „L.P.G. 1793“. | 09257486 |
| Direkt Bild zu diesem Denkmal hochladen | Wohnhaus in offener Bebauung, mit seitlichem Torbogen und Heiste vor dem Haus | Kohrener Markt 12 (Karte)                              | Um 1830 | Stattliches Gebäude am Markt, einfacher Putzbau mit Krüppelwalmdach, markanter Torbogen in Porphyrtuff, baugeschichtlich von Bedeutung | 08971376 |
| Direkt Bild zu diesem Denkmal hochladen | Wohnhaus in offener Bebauung | Kohrener Markt 13 (Karte)                              | Bezeichnet mit 1793 | Kleiner Putzbau mit großer Tordurchfahrt in Porphyrtuff und zwei Korbbogenportalen, ehemaliges barockes Torhaus des Stadtgutes, bau- und ortsgeschichtlich von Bedeutung | 09255287 |
| Weitere Bilder                          | Rathaus (bestehend aus zwei Gebäudeteilen) | Kohrener Markt 14 (Karte)                              | 2. Hälfte 18. Jahrhundert; um 1890 (Rathaus-Erweiterung, Anbau mit Durchfahrt) | Hauptgebäude ein schlichter Barockbau mit Mansarddach und Segmentbogenportal, jüngeres Nebengebäude mit Durchfahrt und originalen Torflügeln um 1860, baugeschichtlich, ortsgeschichtlich und ortsbildprägend von Bedeutung. Tür und Fenster mit Porphyrtuffgewänden. | 08971375 |
| Weitere Bilder                          | Wohnhaus in offener Bebauung und in Ecklage | Kohrener Markt 15 (Karte)                              | Bezeichnet mit 1646 (Sitznischenportal); Anfang 19. Jahrhundert (Wohnhaus) | Stattliches, ortsbildprägendes Gebäude am Markt, mit Fachwerk-Obergeschoss, barockem Sitznischenportal und klassizistischer Tür, baugeschichtlich, ortsgeschichtlich und künstlerisch von Bedeutung. Frei stehend, Südgiebel Fachwerk, Porphyrtuffportal, mit Bandelwerk, bezeichnet im Scheitel mit „M.D. 1646“. Erdgeschossfenster mit Porphyrtuffgewände und Klappläden. | 09257669 |
|                                         | Gasthof Kohren, mit Hintergebäude | Kohrener Markt 16 (Karte)                              | Bezeichnet mit 1837 | Lang gestrecktes Gebäude, gut gegliederter Putzbau mit Porphyrtuffgewänden an Fenster und Türen, Eingangsportal mit gerader Verdachung, baugeschichtlich, ortsbildprägend und ortsgeschichtlich von Bedeutung. Linker Anbau mit Tordurchfahrt. | 08971373 |
| Direkt Bild zu diesem Denkmal hochladen | Portal mit Tür eines Wohnhauses | Kohrener Markt 17 (Karte)                              | Bezeichnet mit 1850 | Hauseingang mit Porphyrtuffgewände und gerader Verdachung, originale Tür: Kassettengliederung mit aufgelegten Rosetten, handwerklich-künstlerisch von Bedeutung. Übrige Fassade durch Verputzen verändert, Haus alt. | 09257490 |
| Direkt Bild zu diesem Denkmal hochladen | Wohnhaus in offener Bebauung, mit rückwärtigem Anbau, seitlichem Torbogen und Nebengebäude | Kohrener Markt 18 (Karte)                              | Bezeichnet mit 1828 | Stattliches, ortsbildprägendes Gebäude, schlichter Putzbau mit Krüppelwalmdach und Drillingsfenster (Palladio-Motiv) im Giebel, Türstock mit Porphyrtuffgewände und originaler Tür, eingeschossiges massives Nebengebäude, baugeschichtlich, ortsbildprägend und ortsgeschichtlich von Bedeutung. - Wohnhaus: Krüppelwalmdach, Giebel mit gekuppeltem Drillingsfenster zum Markt platzbestimmend. Fenster und Tür mit Porphyrtuffgewände und gerader Verdachung - Nebengebäude: eingeschossig, giebelständig mit Krüppelwalmdach | 08971372 |
|                                         | Wohnhaus in halboffener Bebauung | Kohrener Markt 21 (Karte)                              | 18. Jahrhundert | Mit Fachwerk-Obergeschoss und einseitigem Krüppelwalmdach, baugeschichtlich und ortsbildprägend von Bedeutung, Erdgeschoss verändert | 08971364 |
| Direkt Bild zu diesem Denkmal hochladen | Gasthof Kohrener Land | Kohrener Markt 23 (Karte)                              | Bezeichnet mit 1850 | Schlichter Putzbau, zehnachsiges Gebäude mit originalem Tor der Tordurchfahrt, bau- und ortsgeschichtlich von Bedeutung. Fenster und Tür mit Porphyrtuffgewände, kleine Tafel mit Baudatierung „L.A. 1850“. | 08971365 |
| Direkt Bild zu diesem Denkmal hochladen | Wohnhaus in offener Bebauung | Kohrener Markt 24 (Karte)                              | 1826 | Frei stehendes zweigeschossiges Wohnhaus mit Krüppelwalmdach und verputztem Fachwerk-Obergeschoss, baugeschichtlich von Bedeutung | 08971371 |
| Direkt Bild zu diesem Denkmal hochladen | Wohnhaus in halboffener Bebauung | Kohrener Markt 25 (Karte)                              | Bezeichnet mit 1783 | Mit Fachwerk-Obergeschoss, Segmentbogenportal mit Porphyrtuffgewände und Schlussstein, baugeschichtlich von Bedeutung. Erdgeschoss Fenster mit Porphyrtuffgewände (links verändert), im korbbogigen Schlussstein bezeichnet mit 1783. | 08971366 |
|                                         | Wohnhaus (mit Apotheke) in offener Bebauung, mit Sitznischenportal als Hofzugang und Heiste vor dem Haus | Kohrener Markt 27 (Karte)                              | Um 1830 (Wohnhaus); 17. Jahrhundert (Portal) | Zweigeschossiger Putzbau mit Krüppelwalmdach und Porphyrtuffgewände, barockes Sitznischenportal, baugeschichtlich, ortsgeschichtlich und künstlerisch von Bedeutung. Sitznischenportal nachträglich in Bau zwischen Nummer 139 und Nummer 140 eingebaut, mit Bandelwerk, Rosetten und Muscheln. | 08971367 |
| Direkt Bild zu diesem Denkmal hochladen | Wohnhaus in offener Bebauung | Kohrener Markt 30 (Karte)                              | Um 1830 | Einfacher Putzbau mit erhaltener biedermeierlicher Fassadengliederung, Porphyrtuffgewände, Tür mit gerader Verdachung und Zahnschnittfries, ehemalige Nagelschmiede, bau- und ortsgeschichtlich von Bedeutung | 08971369 |
| Weitere Bilder                          | Wohnhaus in halboffener Bebauung, mit Gedenktafel | Kohrener Markt 31 (Karte)                              | Um 1830 | Zweigeschossiger schlichter Putzbau mit Gedenktafel für den Dichter Julius Mosen (1803–1867), Wohnort des Schriftstellers von 1831 bis 1834, personengeschichtlich von Bedeutung. Porphyrtuffgewände, Inschrift-Tafel über der Tür (Julius Mosen, Dichter des Andreas-Hofer-Liedes, wohnte hier 1831–1834). | 08971368 |
| Direkt Bild zu diesem Denkmal hochladen | Ehemaliges Amtsgericht, mit Heiste und seitlicher Stützmauer | Kohrener Markt 35 (Karte)                              | 1833 | Lang gestrecktes zehnachsiges Gebäude mit erhaltener biedermeierlicher Fassadengliederung, prägender Bau am alten Ortseingang, bau- und ortsgeschichtlich von Bedeutung, flaches Walmdach | 08971370 |
|                                         | Müllerwohnhaus, Scheune und zwei Seitengebäude eines Mühlenanwesens (Lochmühle) | Lochmühle 1 (Karte)                                    | 1827 | Ehemalige Wassermühle zum Rittergut Syhra gehörend, ohne Technik erhalten, Ensemble in Fachwerkbauweise, bau- und ortsgeschichtlich von Bedeutung. - Wohnhaus: mit Fachwerk-Obergeschoss, ehemals verbretterte Giebel - Nebengebäude: in Fachwerkbauweise Keine Mühlentechnik erhalten (laut Auskunft vor 2004 ausgebaut). | 08971429 |
| Direkt Bild zu diesem Denkmal hochladen | Wohnhaus | Narsdorfer Straße 3 (Karte)                            | Um 1830 | Mit Mansarddach, Fachwerk-Obergeschoss und -Zwerchhaus, Tür mit gerader Verdachung, straßenbildprägendes Gebäude, baugeschichtlich von Bedeutung. Abgewalmtes Mansarddach, Porphyrtuffgewände. | 08971410 |
| Direkt Bild zu diesem Denkmal hochladen | Mühle | Narsdorfer Straße 14 (Karte)                           | 1817 | Ehemalige Wassermühle des Gutes am Schmiedeteich, Bruchsteinbau mit Porphyrtuffgewänden, Zugang über Bogenbrücke, über Tür Porphyrtufftafel ursprünglich mit Inschrift, ortsgeschichtlich von Bedeutung. Krüppelwalmdach, stehende Gauben, Bruchstein unverputzt. Bestandteil des Gutes, 1816–1817 von Crusius errichtet, erneuert 1837, keine Technik erhalten. | 08971409 |
| Direkt Bild zu diesem Denkmal hochladen | Schmiede | Narsdorfer Straße 21 (Karte)                           | Um 1800 | Wohnhaus Putzbau mit Porphyrtuffgewänden und Krüppelwalmdach, rechtwinklig angeschlossener, etwas jüngerer Werkstattanbau, ortsgeschichtlich von Bedeutung. - Wohnhaus: zweigeschossig, verputzt, wahrscheinlich Bruchsteinmauerwerk, Porphyrtuffgliederungen, Krüppelwalmdach, straßenbildprägender Giebel mit Ochsenauge - Werkstattanbau: jünger als Wohnhaus, eingeschossig, verputzt, Satteldach, Rolltor | 09306498 |
| Weitere Bilder                          | St. Gangolfkirche mit Ausstattung, Kirchhof mit Einfriedungsmauer, Kirchhofstor, alten Grabmalen sowie Denkmal für die Gefallenen des Ersten Weltkrieges | Pestalozzistraße (Karte)                               | Im Kern 13. Jahrhundert (Kirche); 2. Hälfte 15. Jahrhundert, später überformt (Kirche); Ende 15. Jahrhundert (Sakramentshäuschen); 1616 (Altar); nach 1918 (Kriegerdenkmal)                    | Dreischiffige spätromanische und gotische Basilika mit eingezogenem Chor und Südturm, Kirche spätgotisch und historistisch überformt, barocke und klassizistische Grabmale auf dem Kirchhof, baugeschichtlich, ortsgeschichtlich, kunstgeschichtlich und ortsbildprägend von Bedeutung | 08971511 |
| Direkt Bild zu diesem Denkmal hochladen | Ehemaliges Diakonat, mit Stützmauer zur Straße | Pestalozzistraße 1 (Karte)                             | 1684 (Diakonat); erneuert 1826 (Diakonat) | Putzbau mit Krüppelwalmdach und Porphyrtuffgewänden, zum Teil Fachwerk verbrettert, Terrassenmauer aus Bruchstein, ortsbildbeherrschend auf erhöhtem Gelände oberhalb des Marktes, bau- und ortsgeschichtlich von Bedeutung. Türgewände korbbogig mit Schlussstein, profiliert. | 08971381 |
| Direkt Bild zu diesem Denkmal hochladen | Ehemaliges Hospital | Pestalozzistraße 2 (Karte)                             | Bezeichnet mit 1534 | Mit spätgotischen Stabgewänden an Fenstern und Tür, steiles Satteldach, bau- und ortsgeschichtlich von Bedeutung. Lang gestrecktes, eingeschossiges Gebäude mit hohem Satteldach, Fenster mit Stabgewänden bis zur Hälfte, eingemauerte originale Bezeichnung „1534“. | 08971383 |
| Weitere Bilder                          | Pfarrhof mit Pfarrhaus (Nr. 58), südlichem Seitengebäude (Nr. 59), nördlichem Seitengebäude (Nr. 60a), Scheune und Toranlage (Torbogen und Pforte) sowie Hofpflasterung und Stützmauer zur Straße | Pestalozzistraße 3, 5 (Karte)                          | 1858 (Pfarrhaus); Anfang 19. Jahrhundert (Pfarrscheune); bezeichnet mit 1685 (Toreinfahrt) | Spätklassizistisches Pfarrhaus, stattlicher Putzbau mit flachem Walmdach, beide Seitengebäude mit Fachwerk-Obergeschoss, massive Scheune, bau- und ortsgeschichtlich von Bedeutung. Bezeichnet im Torbogen mit 1685. Bau neben der Toreinfahrt Replik, ehemaliges Stallgebäude nach Umbau stark verändert. Scheunen um Anfang bis Mitte des 19. Jahrhunderts. | 08971382 |
|                                         | Ehemalige Schule (Alte Schule Kohren) | Pestalozzistraße 4 (Karte)                             | Bezeichnet mit 1822 | Klassizistischer Bau mit hübscher Putzgliederung, Türportal mit gerader Verdachung und originaler Tür von 1822, bau- und ortsgeschichtlich von Bedeutung. Zweigeschossiger Bruchsteinbau, verputzt mit abgewalmtem Mansarddach und Halbrundfenster im Giebel, Eingang mit gerader Verdachung auf Konsolen, Fenster und Türgewände sowie Gesimse aus Porphyrtuff. Bezeichnet in Inschrifttafel über der Tür mit „1822“ (Porphyrtuff). | 08971384 |
|                                         | Ehemalige Schule (Neue Schule Kohren) | Pestalozzistraße 6 (Karte)                             | 1908 | Typischer Bau in den Formen des Reform- und Heimatstils der Zeit um 1910, baugeschichtlich, ortsgeschichtlich und ortsbildprägend von Bedeutung. Ehemalige Grundschule Kohren-Sahlis, jetzt (2011) Sächsisches Landeskuratorium Ländlicher Raum e. V. | 08971385 |
| Direkt Bild zu diesem Denkmal hochladen | Friedhof Kohren (Sachgesamtheit) | Terpitzer Weg (Karte)                                  | 1851 | Sachgesamtheit Friedhof Kohren, mit den Einzeldenkmalen: Grabstein an der Eingangshalle und Grabmal Arnold auf dem Friedhof (08971378) sowie mit dem Sachgesamtheitsteil: Einfriedungsmauer sowie gärtnerisch gestaltete Friedhofsanlage (Gartendenkmal); ortsgeschichtlich von Bedeutung. Grabstein aus Porphyrtuff an der Eingangshalle (um 1850), sowie Grabmal Töpfer Arnold, 1948: Klinker mit erhöhter halbkreisförmiger Rückwand und Tonrelief: Entwurf Kurt Feuerriegel. | 09304492 |
| Direkt Bild zu diesem Denkmal hochladen | Grabstein an der Eingangshalle und Grabmal Arnold auf dem Friedhof (Einzeldenkmale der Sachgesamtheit 09304492) | Terpitzer Weg (Karte)                                  | Um 1850 (Grabmal eines Unbekannten); 1948 (Grabmal Arnold) | Einzeldenkmale der Sachgesamtheit Friedhof Kohren; ortsgeschichtlich von Bedeutung | 08971378 |
| Direkt Bild zu diesem Denkmal hochladen | Wohnhaus in offener Bebauung | Terpitzer Weg 1 (Karte)                                | Um 1800 | Mit Fachwerk-Obergeschoss und verbrettertem Giebel, baugeschichtlich von Bedeutung. Innere Raumeinteilung sowie Türen und Treppenhaus original erhalten. | 09259414 |
| Direkt Bild zu diesem Denkmal hochladen | Portal und Tür eines Wohnhauses | Terpitzer Weg 10 (Karte)                               | Bezeichnet mit 1871 | Porphyrtuff-Portal mit gerader Verdachung und originaler Tür, handwerklich-künstlerisch von Bedeutung. Haus älter (um 1850) als die Inschrift im Türsturz (Wohnhaus kein Denkmal), Portal und Türfüllung möglicherweise baugleich. | 08971379 |
|                                         | Wohnhaus in offener Bebauung | Töpferstraße 8 (Karte)                                 | 18. Jahrhundert | Ehemalige Töpferei, mit strebenreichem Fachwerk-Obergeschoss, Türgewände Korbbogenportal aus Porphyrtuff mit Schlussstein, Kassettentür um 1860, orts- und baugeschichtlich von Bedeutung | 08971397 |
| Direkt Bild zu diesem Denkmal hochladen | Mühle und Wohnhaus eines Mühlenanwesens (Hainmühle) | Töpferstraße 21, 27 (Karte)                            | Bezeichnet mit 1766 (Müllerwohnhaus); bezeichnet mit 1829 (Mühle) | Beide Gebäude mit Fachwerk-Obergeschoss, Wohnhaus mit originaler Tür um 1820, bau- und ortsgeschichtlich von Bedeutung. Fenster und Türen mit profilierten (aufgeputzten) Gewänden, Schlussstein mit Mühlenzeichen und Datierung, Wohnhaus mit verbretterten Giebel und breitem verbretterten Zwerchhaus. Erneuerung beider Gebäude 1946, im Türsturz des ehemaligen Stalls: „C.G.E. 1829“, erster Mühlenbau um 1766 nachgewiesen, bis 1974 mit Turbine, ab 1960er Jahre Futtermühle mit Elektromotor, technische Ausstattung um 1991/92 ausgebaut. Mühlgraben verfüllt (Auskunft vom Eigentümer 2014), Sägemühle zwischen 1990 und 2000 abgebrochen. | 09256442 |
| Direkt Bild zu diesem Denkmal hochladen | Wohnhaus in offener Bebauung, mit Stützmauer | Zum Streitwald 2 (Karte)                               | Um 1830 | Mit Fachwerk-Obergeschoss, dominierend in erhöhter Lage am Anfang der historischen Bebauung, wahrscheinlich Bestandteil des Pfarrhof-Bezirkes, baugeschichtlich von Bedeutung. Giebel verputzt, Substruktionsmauer Bruchstein, Treppe Porphyrtuff. | 08971380 |
| Direkt Bild zu diesem Denkmal hochladen | Ehemaliges Kinderheim „Sonnenwiese“, mit Toreinfahrt, Hofgrün und umliegenden Freiflächen | Zum Streitwald 19 (Karte)                              | 1939–1941 | U-förmiger Gebäudekomplex, im Hof Grüngestaltung mit Brunnen, Erschließung über zwei Auffahrten, begrünte Außenanlagen, Putzbauten in den typischen Formen der NS-Architektur, errichtet als Altenheim, 1941–1945 Nutzung als Kinderheim des Lebensborn e. V., zeit- und baugeschichtlich bedeutend | 09305442 |

## Tabellenlegende
- Bild: Bild des Kulturdenkmals, ggf. zusätzlich mit einem Link zu weiteren Fotos des Kulturdenkmals im Medienarchiv Wikimedia Commons. Wenn man auf das Kamerasymbol klickt, können Fotos zu Kulturdenkmalen aus dieser Liste hochgeladen werden:
- Bezeichnung: Denkmalgeschützte Objekte und ggf. Bauwerksname des Kulturdenkmals
- Lage: Straßenname und Hausnummer oder Flurstücknummer des Kulturdenkmals. Die Grundsortierung der Liste erfolgt nach dieser Adresse. Der Link (Karte) führt zu verschiedenen Kartendiensten mit der Position des Kulturdenkmals. Fehlt dieser Link, wurden die Koordinaten noch nicht eingetragen. Sind diese bekannt, können sie über ein Tool mit einer Kartenansicht einfach nachgetragen werden. In dieser Kartenansicht sind Kulturdenkmale ohne Koordinaten mit einem roten bzw. orangen Marker dargestellt und können durch Verschieben auf die richtige Position in der Karte mit Koordinaten versehen werden. Kulturdenkmale ohne Bild sind an einem blauen bzw. roten Marker erkennbar.
- Datierung: Baubeginn, Fertigstellung, Datum der Erstnennung oder grobe zeitliche Einordnung entsprechend des Eintrags in der sächsischen Denkmaldatenbank
- Beschreibung: Kurzcharakteristik des Kulturdenkmals entsprechend des Eintrags in der sächsischen Denkmaldatenbank, ggf. ergänzt durch die dort nur selten veröffentlichten Erfassungstexte oder zusätzliche Informationen
- ID: Vom Landesamt für Denkmalpflege Sachsen vergebene, das Kulturdenkmal eindeutig identifizierende Objekt-Nummer. Der Link führt zum PDF-Denkmaldokument des Landesamtes für Denkmalpflege Sachsen. Bei ehemaligen Kulturdenkmalen können die Objektnummern unbekannt sein und deshalb fehlen bzw. die Links von aus der Datenbank entfernten Objektnummern ins Leere führen. Ein ggf. vorhandenes Icon  führt zu den Angaben des Kulturdenkmals bei Wikidata.

## Ausführliche Denkmaltexte
1. ↑  Ehemaliges Kinderheim „Sonnenwiese“:

Der U-förmig angelegte Gebäudekomplex befindet sich nördlich der Ortslage Kohren-Sahlis auf einer Anhöhe östlich der nach Frohburg führenden Landstraße. Er besteht aus Hauptgebäude, ehemaligem Beamtenwohnhaus und ehemaligem Wirtschaftsgebäude eines in den Jahren 1939–1941 errichteten Altenpflegeheims des Kreises Borna. Entwurf der Gebäude geht auf den Architekten Alfred Tischer zurück. 1941 umgenutzt als Kinderheim „Sonnenwiese“ der nationalsozialistischen Organisation Lebensborn e. V.; heute „DRK-Kreisverband Geithain e. V., DRK-Wohnstätten Kohren-Sahlis“
  - Baugeschichte:
    - Von 1939 bis 1941 Errichtung des Altenpflegeheims nach dem Entwurf des Architekten Alfred Tischer als Ersatz für ein in Borna gelegenes Bezirksheim zur Pflege Alter und Gebrechlicher, das Anfang der 1940er Jahre dem vorrückenden Braunkohletagebau weichen musste. Im Oktober 1941 – bereits ein Vierteljahr nach Einzug der ersten Bewohner – Veräußerung des Heims an den Lebensborn e. V. und Umnutzung als Kinderheim. Nach Umbauten folgte im November 1942 die offizielle Einweihung als Heim „Sonnenwiese“.
    - Die Hauptaufgaben des der SS zugeordneten Vereins lagen in der Unterstützung kinderreicher SS-Familien und der Fürsorge für ledige Mütter und deren Kinder. Zu diesem Zweck überspannte der Verein zunächst das Deutsche Reich, später auch die annektierten und besetzten Gebiete mit einem Netz aus Entbindungsheimen, die nur Frauen offenstanden, die den rassenideologischen Auswahlkriterien des NS-Regimes entsprachen. Mit Kriegsbeginn erweiterte sich das Tätigkeitsfeld des Vereins um die Aufnahme von Waisen und Halbwaisen Gefallener und die „Eindeutschung“ von Kindern aus den besetzten Gebieten – eine große Zahl Kinder norwegischer Herkunft wurde auch nach Kohren-Sahlis verschleppt. Auch wenn der Lebensborn sich vordergründig den Anschein einer karitativen Einrichtung gab, so war er doch vor allem ein Instrument der nationalsozialistischen Bevölkerungs- und Rassenpolitik.
    - Mit dem Kauf des Kohrener Heims setzte der Verein das aufgrund der gestiegenen Säuglingssterblichkeit in den überbelegten Heimen bereits im Jahr 1939 gefasste Vorhaben, ein zentrales Kinderheim einzurichten, in die Tat um. Von den 170 Plätzen des Heims „Sonnenwiese“ waren bis Kriegsende durchschnittlich 130 belegt. Im Sommer 1945 räumten die alliierten Besatzungsmächte das Heim und übergaben es dem Kreis Borna, der den Gebäudekomplex gemäß seiner ursprünglichen Bestimmung wieder als Altenheim und in Teilen vorübergehend auch als Tbc-Station nutzte.

  - Baubeschreibung:
    - Die Zuwegung auf das Grundstück erfolgt über zwei alleeartige Auffahrten: die südliche führt in leichtem Schwung hinauf zum ehemaligen Hauptportal im Hauptgebäude und dem daran angrenzenden Tor, im unteren Bereich ist sie teils mit Bruchsteinmauern eingefasst, die nördliche verläuft bogenförmig und erschließt als ehemalige Wirtschaftsauffahrt den Hof aus Richtung Norden. Den dreiseitig von Gebäuden umschlossenen Hof schmückt eine auf rechteckigem Grundriss angelegte, durch Baumpflanzungen und Hecken gestaltete Grünanlage, deren Mittelpunkt ein kreisrundes Brunnenbecken bildet. Die vierte Seite des Hofes wird durch Einfriedungen begrenzt.
    - Parallel zur Straße erstreckt sich das 72 Meter lange Hauptgebäude, das südlich in einem querliegenden Kopfbau mit dem ehemaligen Haupteingang endet. Die Eingangsachse ist durch das Rundbogenportal in Rochlitzer Porphyrtuff, den darüber liegenden Balkon und einen Dachreiter mit Austritt gestalterisch hervorgehoben. Als Entsprechung zum Hauptgebäude begrenzte ein langgestreckter Wirtschaftstrakt die Ostseite des Hofes. Dieser ist teilweise durch einen Neubau ersetzt. Die Südseite wird durch das ehemalige Verwaltungsgebäude eingenommen.
    - Das Erscheinungsbild der zweigeschossigen, massiven Gebäude war durch helle Putzfassaden über Natursteinsockel, eine gleichmäßige Reihung der Fenster sowie hohe Satteldächer, teils mit ebenfalls dicht stehenden Gaupen, geprägt. Trotz der Anfang bis Mitte der 1990er Jahre erfolgten Sanierung mit Wärmedämmung und Fensteraustausch blieb der ursprüngliche architektonische Gesamteindruck des Komplexes im Wesentlichen gewahrt.
    - Im Inneren der Gebäude haben sich neben den Grundrissen vereinzelt auch Details aus der Erbauungszeit, wie Treppenstufen und -geländer, verkleidete Unterzüge oder Fliesen und Wandleuchten der ehemaligen Eingangshalle, erhalten. Dem Zweck geschuldet, hielt man die Ausstattung des Heims mit Ausnahme des Feierraumes, der sich im Dachgeschoss des Kopfbaues im Hauptgebäude befand, eher schlicht. Für diesen malte der Künstler Walter Gasch (1886–1962) elf Tafeln (Eitempera auf Kunstharzpressholz) mit bäuerlichen und handwerklichen Szenen aus der Region, deren Verbleib ungeklärt ist.

  - Bedeutung:
    - Als ehemaliges Lebensborn-Heim ist der Gebäudekomplex, einschließlich der dazugehörigen Freianlagen, ein bauliches Zeugnis der gesellschaftspolitischen Auffassungen und Ziele des NS-Staates und damit von zeithistorischer Bedeutung. Mit seiner Geschichte verweist das ehemalige Lebensborn-Heim auf die rassenideologisch ausgerichtete Bevölkerungspolitik des Nationalsozialismus. Hieran anknüpfend ergeben sich vielfältige Bezüge zu den prägenden sozialen und politischen Verhältnissen im NS-Staat sowie zu den sich darin ausdrückenden weltanschaulichen Vorstellungen. Somit verkörpert das Objekt unter zeitgeschichtlichem Aspekt sowohl einen signifikanten Aussage- als auch besonders eindrücklichen Assoziationswert. Durch die Verbindung des Gebäudes mit den aus außergewöhnlichen historischen Bedingungen resultierenden Lebensschicksalen der ehemaligen Heimkinder ergibt sich auch ein Erinnerungswert, der Gedenken und Mahnung einschließt.
    - Zum zeitgeschichtlichen Denkmalwert des Objekts tritt auch seine Bedeutung als baugeschichtliches Zeugnis. Das 1941 fertiggestellte Gebäudeensemble ist mit seiner kargen Fassadengestaltung und der Tendenz zur monumentalen Übersteigerung der Proportionen ein typisches Beispiel der Architektur während der NS-Zeit. In Ablehnung der modernen, als „undeutsch“ bezichtigten Bauformen der 1920er Jahre forderte das NS-Regime gerade für ländliche und Sozialbauten traditionelle und regionalspezifische Bauformen und -stoffe. Der Komplex bezieht seine Wirkung abgesehen von der formelhaft anmutenden Betonung des Hauptgebäudes hauptsächlich aus der Gesamtdisposition, der Kubatur der Gebäude sowie aus der gleichmäßigen Reihung von Baugliedern – hier der Fenster und Gaupen –, die sich im Besonderen dazu eignet, Architektur monumental zu überhöhen. Gleichzeitig steht das Ensemble exemplarisch für das Werk des Architekten Alfred Tischer in jener Zeit, der seinen Auftrag hier klar im Sinne der nationalsozialistischen Baudoktrin ausführte. Ähnliches gilt für den Maler Walter Gasch, der an der Ausgestaltung des Kohrener Heimes beteiligt war.